# Jerry Grcevich
Jerry Grcevich (Turtle Creek kod Pittsburgha, 23. veljače 1951.), američko-hrvatski je glazbenik – tamburaš i skladatelj – koji u zajednici Hrvata u SAD-u, a i u Hrvatskoj slovi za jednog od vodećih autora tamburaške glazbe. 
Krajem 1980-ih i početkom 1990-ih godina je u Jerry Grcevich bandu iz Pittsburgha angažirao hrvatskoga pjevača Miroslava Škoru, te je za Škorinu vrlo popularnu pjesmu „Ne dirajte mi ravnicu” izradio aranžman i odsvirao sve instrumentalne dionice za studijsku snimku.

## Životopis
Jerry Grcevich rođen je u Turtle Creeku kod Pittsburgha u Pennsylvaniji. Sviranju tamburice podučili su ga otac i ujak, koji su se ozbiljnije bavili tamburaškom glazbom. U svojoj 21. godini, Grcevich je poduzeo putovanje u tadašnju Jugoslaviju, te je dodatno učio tamburicu uz slavnog vojvođanskog tamburaša Janiku Balaža. Od 1980. godine sklada i snima svoje vlastite skladbe. Kao svirač svih pet tamburaških instrumenata – bisernice (prima), brača (basprima), bugarije (kontre, tamburaške gitare), begeša (berde, tamburaškog kontrabasa) i tamburaškog čela, često sam snima sve dionice na svojim albumima.
Ubraja se među najbolje svirače bisernice (prima) na svijetu, a mnoge tamburaške skupine u svijetu i u samoj Hrvatskoj izvode njegove skladbe.
Jedan je od utemeljitelja Hrvatskoga tamburaškog orkestra.

## Diskografija
Uz ostale audio snimke, rad Jerryja Grcevicha je ugrađen u albume:
- Miroslav Škoro Uz tamburaški orkestar Jerry Grcevich – Ne dirajte mi ravnicu, Croatia Records, 1992.,
- New Traditions, Novi Odlazak Productions, 1992,
- Miroslav Škoro i Jerry Grcevich Orkestar, Sitan vez, Croatia Records, 1996.,
- Croatian Dances Vol.III, (Jerry Grcevich Self-released), 1997.,
- Mila Moja, (Jerry Grcevich Self-released), 2008.,
- Sonya i Jerry, Kao Nekad, (Self-released), 2011.,
- Tamburitza Dance Tonight, (Jerry Grcevich Self-released), 2013.[3]